# Boulevard de la République (Boulogne-Billancourt)
Pour les articles homonymes, voir Boulevard de la République.
Le boulevard de la République est une voie de communication située à Boulogne-Billancourt dans le département des Hauts-de-Seine, en France.

## Situation et accès

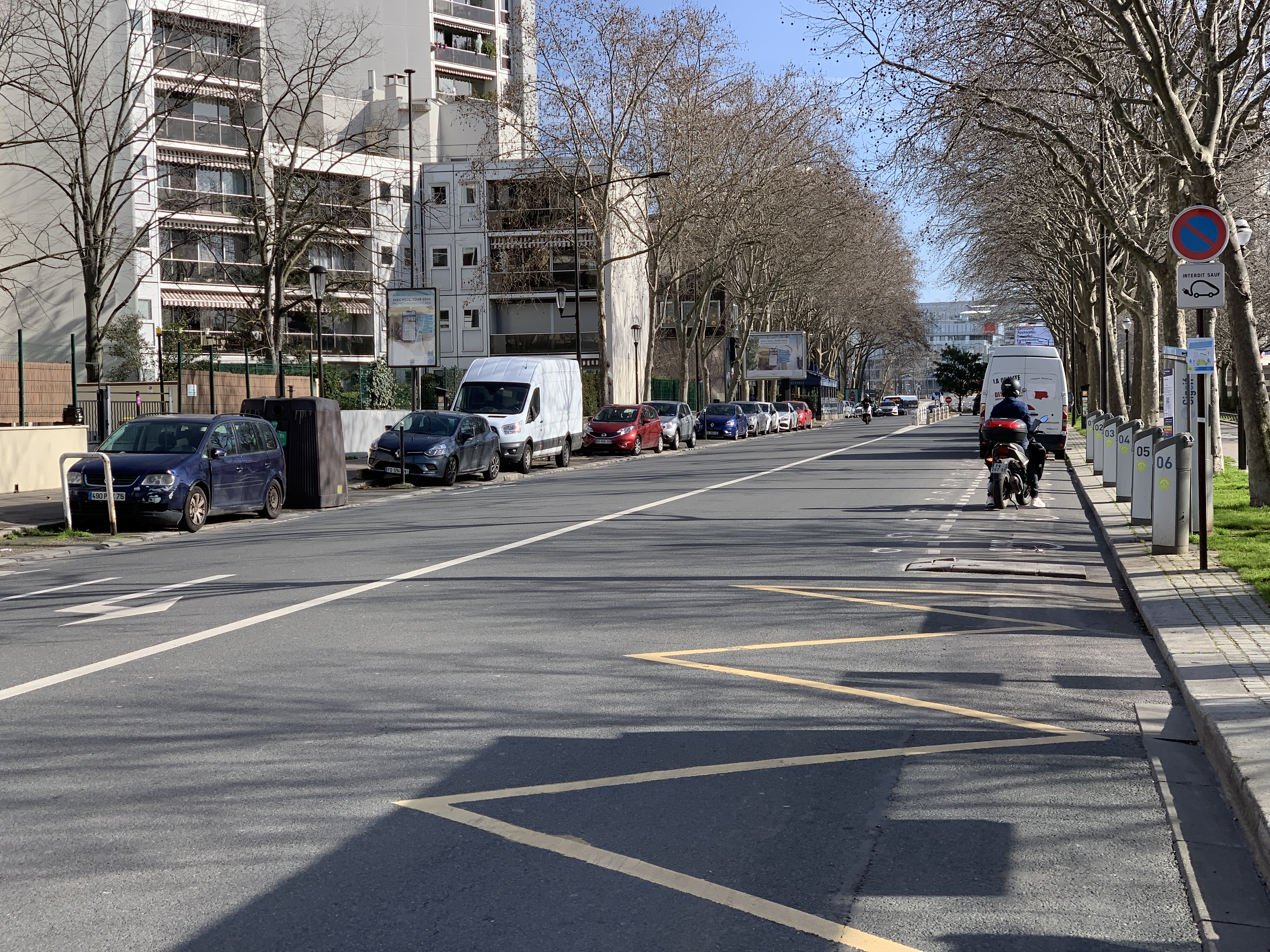
Le boulevard de la République.

Ce boulevard suit le tracé de la route départementale 50. Orienté vers le sud-sud-est, il traverse tout d'abord le carrefour de la rue du Vieux-Pont-de-Sèvres et de la rue Marcel-Dassault, puis croise entre autres la rue du Dôme, la rue Thiers et l'avenue Pierre-Grenier et se termine à la Seine, au quai du Point-du-Jour.

## Origine du nom

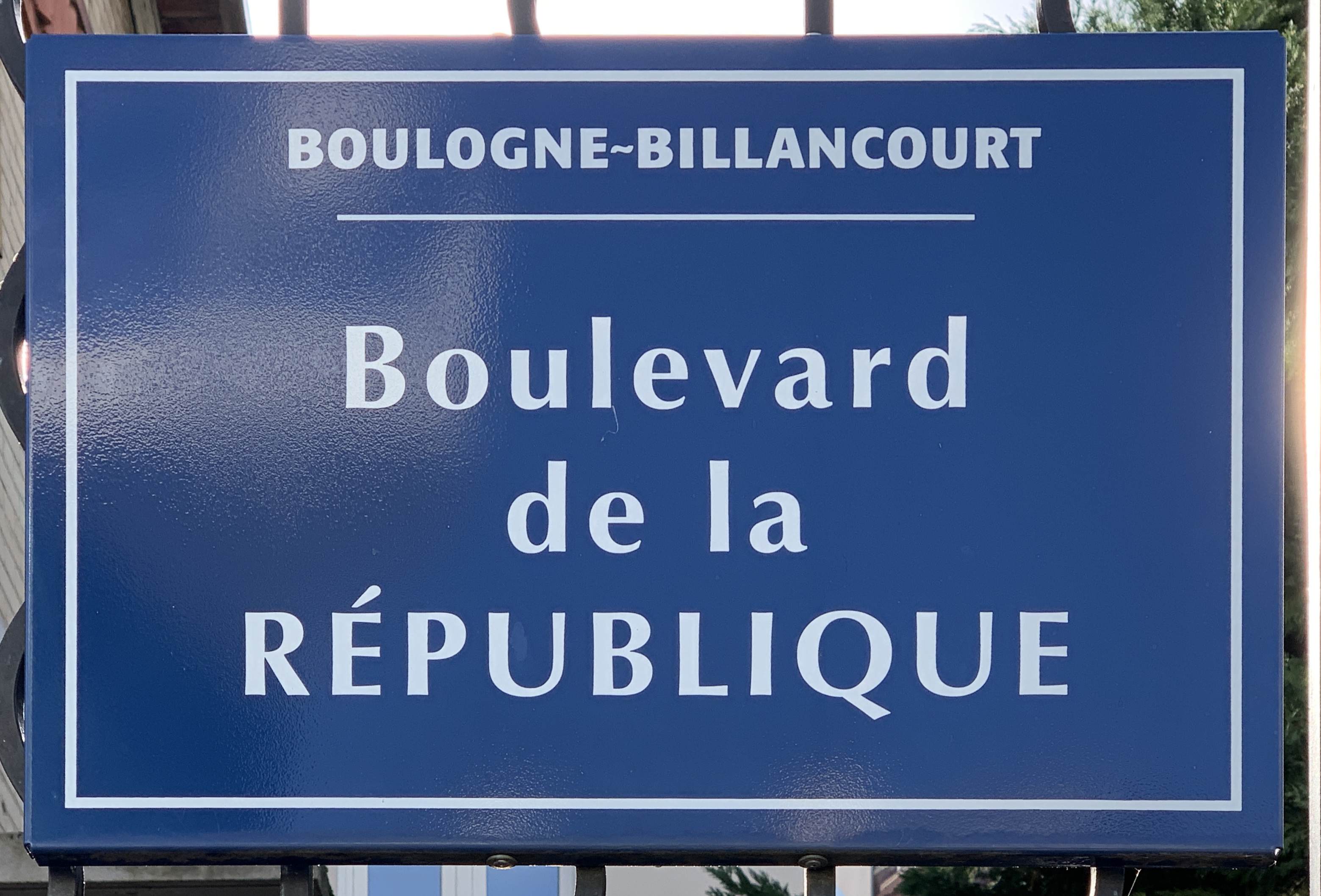
Plaque Boulevard de la République.

Comme de nombreuses autres voies de communication l'ont été sous la Troisième République, il a été nommé, le 29 novembre 1911, Boulevard de la République alors que « la voie était en grande partie livrée à la circulation ».

## Historique
qu'Ce boulevard a été percé en 1910. Il s'étendait jadis jusqu'au rond-point Rhin-et-Danube, jusqu'à ce que cette partie soit renommée avenue André-Morizet. Le 23 octobre 1944, le conseil municipal prit la décision que la deuxième section du boulevard de la République serait dénommée avenue André Morizet, décision que le préfet approuva le 21 décembre.

## Bâtiments remarquables et lieux de mémoire
- Cimetière Pierre-Grenier.